# Nova Módica
Nova Módica is een gemeente in de Braziliaanse deelstaat Minas Gerais. De gemeente telt 3.952 inwoners (schatting 2009).

## Aangrenzende gemeenten
De gemeente grenst aan Governador Valadares, Jampruca, Pescador, São Félix de Minas en São José do Divino.